# Blue Jack Jazz Records
Blue Jack Jazz Records is een Nederlands platenlabel, dat mainstream-jazz uitbrengt. Het label werd opgericht door een stichting die hedendaagse jazz wil uitbrengen, de voorzitter daarvan is muziekproducent Henk Toorenvliet. Het in Den Haag gevestigde label heeft als doel het uitbrengen van 'vergeten' historische jazzopnames, nieuwe jazzopnames van  gevestigde met nieuwe musici en opnames van 'straatjazzmuzikanten' in Europa. De nadruk ligt hierbij vooral op Nederlandse musici.
Musici die op het label uitkwamen zijn onder meer George Coleman met het trio van Rob Agerbeek, Diamond Five, Greetje Kauffeld, Jacques Schols, Cees Slinger, Wim Overgaauw, Hod O'Brien, Red Rodney met het kwintet van Herman Schoonderwalt, Slide Hampton, Ferdinand Povel, Lee Konitz, Rob Agerbeek, Rein de Graaff met Herb Geller, Barry Harris, Pat Mallinger, Erik Doelman, Axel Hagen, Joe Albany en Ann Burton.